# 能満寺 (静岡県吉田町)
能満寺（のうまんじ）は、静岡県榛原郡吉田町にある臨済宗妙心寺派の日本の寺。遠州臨済三名寺のひとつ。本尊は虚空蔵菩薩。
敷地内には日本のソテツの三名木の一つである能満寺のソテツが植えられている。

## 歴史
行基
が三体の虚空蔵菩薩のうちの一つを安置したのが始まり。鎌倉時代には勅願寺・官寺にもなっていた。1度、大井川の氾濫により流失しているが、後に武田信玄が再興。江戸時代には徳川家康の庇護も受けていた。